# Ian Harvie
 (février 2024).
Ian Harvie est un humoriste (stand-up) américain qui fait souvent référence au fait d'être un homme trans au cours de ses performances.

## Premières années de vie
Ian Harvie est né le 28 mai 1968 à Portland, dans le Maine. Harvie savait qu'il était transgenre à un âge très précoce, mais il n'avait pas pour autant exprimé son identité de genre à cette époque. Harvie a fait son coming-out queer à dix-neuf ans, et son CO transgenre à l'âge de trente-deux ans. Harvie a grandi à Beaver Pond, dans les zones rurales montagneuses de la ville de Bridgton (Maine), jusqu'à l'âge de douze ans. Il a deux frères plus âgés, Rob et Jeff. Ses premières influences concernant la comédie comprennent The Carol Burnett Show, Flip Wilson, Rich Little, Hee Haw, Laugh-In, Dean Martin, Celebrity Roast, et Saturday Night Live.

## Carrière d'humoriste
Harvie a commencé sa carrière de comédie stand-up en janvier 2002, dans un petit club de Portland, dans le Maine. Trois mois plus tard, il a commencé à jouer au Sister Club de Boston, dans le Massachusetts. Harvie a déménagé à Los Angeles, en Californie, en juin 2006. En novembre 2006, il a commencé à faire des tournées avec la célèbre comédienne Margaret Cho pour ses premières parties de spectacle. Cho a intégré Harvie comme membre permanent de sa revue burlesque, Margaret Cho's The Sensuous Woman.
En avril 2007, Harvie a commencé à produire et à héberger sa propre comédie/talk-show, The Ian Harvie Show, au club de musique et de comédie de Los Angeles Largo. Le spectacle est dans un format similaire à d'autres talk-shows de soirée, mais avec des invités qui sont tous des LGBT, ou en lien avec la communauté LGBT. Les précédents invités du show comprennent Margaret Cho, Leslie Jordan, Jane Lynch, Alan Cumming, Jorja Fox, Suzanne Westenhoefer, de Kimberly Peirce, Rex Lee, Selene Luna, Jenny Shimizu, Buck Angel, Garrnison Starr, Sabrina Matthews, et Erin Foley.
D'octobre 2006 à octobre 2009, Ian Harvie a joué dans des clubs de théâtre du monde entier avec Margaret Cho. En 2007, il est apparu sur Logo TV dans le cadre du Wisecrack Outlaugh Festival on Wisecrack. Il s'est produit sur Logo TV de nouveau en 2009, dans l'épisode 6 de One Night Stand Up et sur les séries télévisées de soirée de ABC, Comics Unleashed (en) avec Byron Allen (en), dans la saison de 2009.
En novembre 2009, Ian Harvie a commencé sa carrière solo en tête d'affiche. Son one-man show, Parts Sold Separately, qui dispose d'humour sur le sexe et le genre, a été joué au Melbourne International Comedy Arts Festival de Melbourne, en Australie, en avril 2010. En janvier 2011, Harvie a joué son nouveau spectacle solo Balls OUT with Ian Harvie au SF SketchFest de San Francisco, en Californie.
En septembre 2010, Ian Harvie et ses collègues comédiens Felon O'Reilly et Amy Dresner ont lancé un groupe de comédie composé de trois personnes. Ils ont voyagé à travers les États-Unis avec leur show de comédie stand-up, Laughs Without Liquorl: le We Are Not Saints tour. Le road-show et la tournée ont été filmés par le réalisateur et directeur Bobby R. Poirier avec une sortie qui avait été prévue pour l'été 2011.

## Filmographie
- Transparent (2014) épisodes « The Symbolic Exemplar » et « The Wilderness » dans le rôle de Dale[2].
- Roadtrip Nation (2014) épisode "Know Who You Are" dans son propre rôle[2].
- Comics Unleashed (2014) épisode "June 3" dans son propre rôle[2].
- Ian Harvie Superhero (2013) dans son propre rôle[2].
- Sexing the Transman (2011) dans son propre rôle[2].
- Gaze (2010) dans son propre rôle[2].
- One Night Stand Up (2009) épisode "Hollywood" dans son propre rôle[2].
- James Lipton Is Dead (2007) en tant que Dieu.
- Wisecrack (2005) épisode "Outlaugh Festival on Wisecrack: Episode 7" dans son propre rôle[2].